# Patala
Patala là một thị xã và là một nagar panchayat của quận Ghaziabad thuộc bang Uttar Pradesh, Ấn Độ.

## Nhân khẩu
Theo điều tra dân số năm 2001 của Ấn Độ, Patala có dân số 9730 người. Phái nam chiếm 54% tổng số dân và phái nữ chiếm 46%. Patala có tỷ lệ 61% biết đọc biết viết, cao hơn tỷ lệ trung bình toàn quốc là 59,5%: tỷ lệ cho phái nam là 70%, và tỷ lệ cho phái nữ là 51%. Tại Patala, 14% dân số nhỏ hơn 6 tuổi.